# إدوج فينش

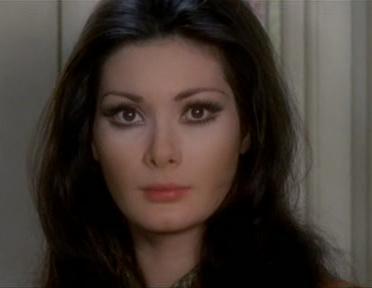

فينش ادوج (بالفرنسية: Edwige Fenech) ممثلة فرنسية، ولدت في 24 ديسمبر 1948 في مدينة عنابة الحالية في الجزائر، و هي ابنة لأب مالطي وأم صقلية. تلقب ب"Sexy Queen الإيطالية"، مثلت بشكل خاص في الأفلام البوليسية الإيطالية في السبعينات.

## وصلات خارجية
- إدوج فينش على موقع IMDb (الإنجليزية)
- إدوج فينش على موقع ألو سيني (الفرنسية)
- إدوج فينش على موقع أول موفي (الإنجليزية)
- إدوج فينش على موقع قاعدة بيانات الأفلام السويدية (السويدية)
- إدوج فينش على موقع ديسكوغز (الإنجليزية)
- إدوج فينش على موقع قاعدة بيانات الفيلم (الإنجليزية)
- إدوج فينش على موقع كينوبويسك (الروسية)

- إدوج فينش في موقع imdb